# SR-786
SR-786细胞是一種间变性大细胞淋巴瘤永生細胞系，來源於一位11岁男孩，列入NCI-60和LL-100细胞列表廣泛應用於生物學和癌症研究。